# Salvador Serentill i Costa
Salvador Serentill i Costa (Badalona, 1892-27 de març de 1973) va ser un farmacèutic i polític català. Va ser alcalde de Badalona durant el període franquista, entre 1940 i 1945.
Era fill d'Eduard Serentill i Tebé, farmacèutic que s'associà el 1888 amb el Dr. Vergés, que tenia un establiment al barri de Dalt de la Vila, que després es convertiria en la Farmàcia Serentill, ja al carrer de Mar. Salvador va heretar el negoci del seu pare, ja traslladat a la nova ubicació entre 1923 i 1924 va manar fer-hi unes obres de reforma importants a l'arquitecte Joan Amigó, seguint el corrent imperant de l'època, aleshores de caràcter noucentista.
Va ser nomenat alcalde el febrer de 1940, sense experiència política anterior, va haver d'enfrontar la dura situació del consistori durant la postguerra. En aquell moment, els regidors de l'Ajuntament eren bàsicament excaptius i excombatents procedents de la dreta catalana, en la seva majoria de la Lliga Regionalista i algun militant d'Acció Catalana, barrejats amb persones d'altres tendències. El seu consistori se l'ha considerat de «restauració». Destaca un episodi en què Serentill, juntament amb altres alcaldes, va signar una carta reclamant el subministrament de carn, que no arribava des de feia dies. Va estar en el càrrec fins al 1945, cessat de forma sobtada, fet que va afectar-lo profundament.
Va ser una persona sòbria i administrador prudent, que va tenir una certa popularitat a la ciutat i va ser homenatjat diverses vegades al llarg de la seva vida, entre aquestes el 1941 per part dels personal i funcionariat de l'Ajuntament; el 1943 per part d'una comissió d'empresaris i professionals, durant el qual va ser nomenat fill predilecte de Badalona i li van ser donades 300.000 pessetes, recollides per subscripció popular, que a través de la Societat Cultural de Badalona, es van invertir en l'adquisició d'extensos terrenys per a la ciutat, coneguts com el Parc Serentill, que va ser cedit el 1958 al consistori. L'Ajuntament el va homenatjar també el 1962, imposant-li la medalla d'or de la ciutat.